# スゴイ・ウリアルテ
スゴイ・ウリアルテ・マルコス（バスク語: Sugoi Uriarte Marcos、1984年5月14日 - ）は、スペインのアラバ県ビトリア＝ガステイス出身の男子柔道家。身長177cm。妻は52kg級で活躍していたラウラ・ゴメス。大会では対戦相手に疲労を悟られないように常に無表情を押し通していたので、｢アイスマン｣というニックネームが付けられた。

## 来歴
2009年の世界選手権では決勝まで進むも、モンゴルのハシュバータル・ツァガンバータルに指導3で敗れた。2010年にヨーロッパ選手権で優勝した時は、一時の不調から立ち直って人生最良の試合ができたと感じたことから、世界選手権で2位になった時より嬉しかったという。。一方、世界選手権では5位にとどまった。2012年のロンドンオリンピックでは準決勝でハンガリーのウングヴァーリ・ミクローシュに有効で敗れると、3位決定戦でも韓国の曺準好にGSの末に判定で敗れて5位に終わり、メダルを獲得できなかった。リオデジャネイロオリンピックでは大会直前のケガが影響して、初戦でアゼルバイジャンのニジャット・シハリザダに有効で敗れた。引退後は、マドリードと並ぶスペイン柔道の2大強化拠点の一つであるバレンシアの柔道クラブで会長を務めている。また、先進工学とスポーツマネジメントの修士号を取得した。

## 主な戦績
- 2006年 - U23ヨーロッパ選手権　3位
- 2007年 - ユニバーシアード　2位
- 2009年 - グランプリ・チュニス　優勝
- 2009年 - グランドスラム・モスクワ　2位
- 2009年 - 世界選手権　2位
- 2010年 - ワールドマスターズ　5位
- 2010年 - ヨーロッパ選手権　優勝
- 2010年 - 世界選手権　5位
- 2010年 - グランドスラム・東京　5位
- 2011年 - ワールドマスターズ　3位
- 2011年 - グランプリ・バクー　2位
- 2011年 - グランドスラム・リオデジャネイロ　2位
- 2011年 - グランドスラム・東京　5位
- 2012年 - ロンドンオリンピック　5位
- 2012年 - グランドスラム・東京　5位
- 2013年 - 地中海競技大会　優勝
- 2013年 - 世界選手権　7位
- 2013年 - グランプリ・アブダビ　3位
- 2014年 - グランプリ・ハバナ　2位
- 2014年 - グランプリ・タシュケント　3位
- 2015年 - グランドスラム・バクー　3位
- 2016年 - パンナムオープン・リマ　優勝
- 2016年 -　グランドスラム・バクー　3位

(出典、JudoInside.com)。